# Унгия
Унгия (исп. Unguía) — город и муниципалитет на западе Колумбии, на территории департамента Чоко. Входит в состав субрегиона Дарьен.

## История
Поселение, из которого позднее вырос город, было основано 16 июня 1908 года. Муниципалитет Унгия был выделен в отдельную административную единицу 30 октября 1979 года.

## Географическое положение

Муниципалитет Унгия

Город расположен в северной части департамента, к западу от озера Сьенага-де-Унгия, на расстоянии приблизительно 263 километров к северо-западу от города Кибдо, административного центра департамента. Абсолютная высота — 14 метров над уровнем моря.
Муниципалитет Унгия граничит на севере с территорией муниципалитета Аканди, на юго-западе — с муниципалитетом Риосусио, на востоке — с территорией департамента Антьокия, на западе — с территорией Панамы, на северо-востоке омывается водами Карибского моря. Площадь муниципалитета составляет 1190 км².

## Население
По данным Национального административного департамента статистики Колумбии, совокупная численность населения города и муниципалитета в 2015 году составляла 15 126 человек.
Динамика численности населения муниципалитета по годам:
| 2005   | 2006   | 2007   | 2008   | 2009   | 2010   | 2011   | 2012   | 2013   | 2014   | 2015   |
| ------ | ------ | ------ | ------ | ------ | ------ | ------ | ------ | ------ | ------ | ------ |
| 14 544 | 14 619 | 14 682 | 14 737 | 14 800 | 14 862 | 14 910 | 14 973 | 15 021 | 15 077 | 15 126 |

Согласно данным переписи 2005 года мужчины составляли 52,3 % от населения Унгия, женщины — соответственно 47,6 %. В расовом отношении негры, мулаты и райсальцы составляли 86,3 % от населения города; индейцы — 8 %; белые и метисы — 5,7 %.
Уровень грамотности среди всего населения составлял 79,9 %.